# Kärleken är dyster, kärleken är glad
Kärleken är dyster, kärleken är glad (franska: L'amour c'est gai, l'amour c'est triste) är en fransk dramakomedi från 1971 i regi av Jean-Daniel Pollet.

## Rollista i urval
- Bernadette Lafont - Marie Annassian
- Claude Melki - Léon Annassian
- Chantal Goya - Arlette Quiblier
- Jean-Pierre Marielle - Maxime Mercier
- Marcel Dalio - Monsieur Paul
- François Dyrek - Rigouille
- Rémo Forlani - den store Momo
- Denise Péron - grannen
- Jacques Robiolles - Philippe
- Rufus - Charles
- Dominique Zardi - Dominique